# Портер, Лилиана
Лилиана Портер (исп. Liliana Porter; род. 1941, Буэнос-Айрес, Аргентина) — аргентинская современная художница, работающая с самыми разнообразными формами искусства, включая фотографию, гравюру, живопись, рисунок, инсталляцию, видео, театр и публичное искусство.

## Образование и опыт преподавания
Лилиана Портер родилась в Буэнос-Айресе, столице Аргентины, в 1941 году. Будучи подростком она посещала Ибероамериканский университет в Мехико, столице Мексики, где училась под руководством Гильермо Сильвы Сантамарии и Матиаса Гёритца. Портер вернулась в Аргентину и завершила свое обучение в Национальной школе изящных искусств в Буэнос-Айресе. В 1964 году она перебралась в Нью-Йорк, где совместно с другими художниками Луисом Камницером и Хосе Гильермо Кастильо основала Нью-Йоркскую графическую мастерскую. В 1974 году она была соучредителем и преподавателем по офорту в Студии Камницера, объединения художников, работавших с различными формами изобразительного искусства, расположенного недалеко от Лукки (Италия). После преподавательской деятельности в Студии Портера-Винера, Мастерской графики, Перчейз-колледже и Университете штата Нью-Йорк в Олд-Уэстбери она стала профессором в Куинз-колледже Городского университета Нью-Йорка в 1991 году и работала там до 2007 года.

## Работы

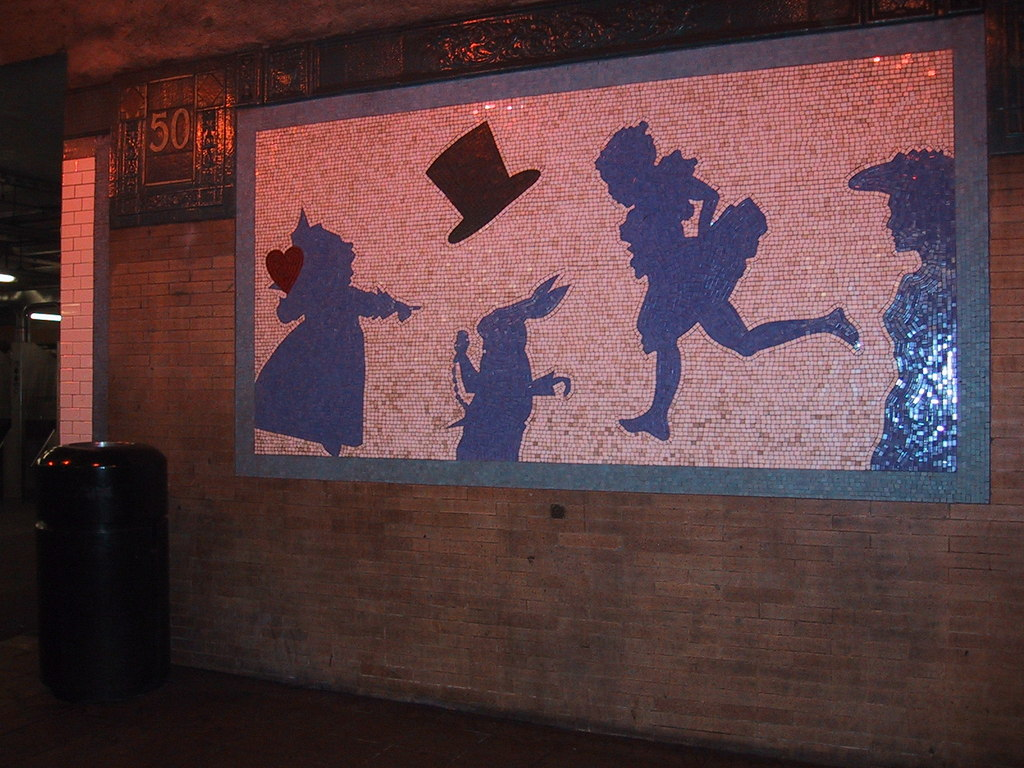
Работа Портер на 50-я улице, станции Нью-Йоркского метро

В числе художников, повлиявших на её творчество, Лилиана Портер называла Луиса Фелипе Ноэ, Джорджо Моранди, Роя Лихтенштейна, группы Арте повера и Guerrilla Girls. Её работы выставлялись на международном уровне. Портер живёт и работает в Нью-Йорке. Она дважды выполняла заказы «Metropolitan Transportation Authority» в рамках Программы транспортного и городского проектирования, направленной среди прочего на создание произведений паблик-арта для станций метро Нью-Йорка. В 1994 году Портер создала серию мозаик «Алиса: выход» (англ. Alice: The Way Out), в которой были представлены образы, вдохновлённые «Алисой в Стране Чудес» Льюиса Кэрролла, для «50-я улицы», станции метро. В 2012 году она сотрудничала с уругвайской художницей Анной Тискорнией при создании «Untitled with Sky», стеклянного ветрозащитного экрана и стеклянных мозаичных сидений для станции Скарборо в Нью-Йорке. Портер и Тискорния продолжили своё сотрудничество и представили свои новые работы в январе 2013 года в Галерее дель Пасео в Монтевидео, столице Уругвая.
Работы Портер представлены в коллекциях Музея современного искусства Сан-Диего, Нью-Йоркского музея современного искусства, Современной галереи Тейт (Лондон), Музея американского искусства Уитни, Музея Тамайо (Мехико), Национального музея изящных искусств (Буэнос-Айрес), Метрополитен-музея (Нью-Йорк), Музея изящных искусств (Бостон), Смитсоновского института (Вашингтон), Национального музея изящных искусств (Сантьяго, Чили) и многих других .

## Публикации
- Gainza, Maria. Liliana Porter: Centro Cultural Recoleta 190. Дата обращения: 23 июня 2019. Архивировано из оригинала 12 июля 2011 года.
- Sorkin, Jenni. Liliana Porter. frieze (апрель 2002).
- Bazzano-Nelson, Florencia. Liliana Porter and the Art of Simulation (неопр.). — Ashgate Publishing, 2008. Архивировано 22 сентября 2015 года.